# Silnice II/130
Silnice II/130 je silnice II. třídy spojující okres Havlíčkův Brod a Pelhřimov v Kraji Vysočina. Silnice spojuje Golčův Jeníkov, Ledeč nad Sázavou a Senožaty s dálnicí D1. Celá silnice je zařazená do páteřní sítě Kraje Vysočina. Celková délka silnice je 46,954 km.

## Vedení silnice

### Okres Havlíčkův Brod – Kraj Vysočina
- celková délka 31,541 km - mostů: 5 - přejezdů: 3 - podjezdů: 1

Silnice II/130 začíná v Golčově Jeníkově na křižovatce se silnicí I/38. Pokračuje přes Chlumek, Kamennou Lhotu, Novou Ves u Leštiny, Leštinu u Světlé, Vrbice, Kyjnice, Hradec a Ledeč nad Sázavou. Zde přechází přes řeku Sázavu a pokračuje dál kolem Kamenné Lhoty až na hranice okresu Pelhřimov.

| Místo             | km     | Cíl                                 | Poznámka                                  |
| ----------------- | ------ | ----------------------------------- | ----------------------------------------- |
| Golčův Jeníkov    | 0,000  | Čáslav/Havlíčkův Brod               | vyústění                                  |
| Golčův Jeníkov    | 0,065  | III/33834 Římovice                  |                                           |
|                   | 0,976  | III/1301 Kobylí Hlava               |                                           |
|                   | 1,887  | III/1303 Římovice                   |                                           |
| Chlumek           | 3,170  | III/1304 Vlkaneč                    |                                           |
| Leština u Světlé  | 8,688  | III/1305 Dobrnice                   |                                           |
| Leština u Světlé  | 9,339  | Štěpánov                            |                                           |
|                   | 14,648 | III/1308 Číhošť III/34731 Vlkanov   |                                           |
|                   | 16,361 | III/13012 Nezdín III/13013 Prosíčka |                                           |
| Ledeč nad Sázavou | 20,807 | Světlá nad Sázavou                  |                                           |
| Ledeč nad Sázavou | 21,247 | III/01831 Olešná                    |                                           |
| Ledeč nad Sázavou | 21,350 | Habrek                              |                                           |
| Ledeč nad Sázavou | 21,530 | III/01830 Bohumilice                |                                           |
| Ledeč nad Sázavou | 21,555 | III/01830a (Husovo Náměstí)         |                                           |
| Ledeč nad Sázavou | 21,642 | III/34740 Bojiště                   |                                           |
|                   | 23,227 | Hněvkovice                          |                                           |
|                   | 23,311 | III/13018 Kožlí                     |                                           |
|                   | 25,236 | III/13018 Kožlí                     |                                           |
|                   | 26,791 | III/13016 Kouty                     |                                           |
|                   | 27,077 | III/13017 Kamenná Lhota             |                                           |
|                   | 30,355 | III/12934 Kaliště                   |                                           |
|                   | 31,541 |                                     | hranice okresů Havlíčkův Brod / Pelhřimov |

### Okres Pelhřimov – Kraj Vysočina
- celková délka 15,413 km - mostů: 3

Do okresu Pelhřimov přichází silnice II/130 od Ledče nad Sázavou a pokračuje přes Hojanovice do Koberovic. Dále se nachází mimoúrovňová křižovatka s dálnicí D1 (EXIT 81). Poté silnice pokračuje přes Miletín, po mostě přes řeku Želivku, průtahem Senožaty a Nečicemi až do Křelovic, kde končí zaústěním do silnice II/129.

| Místo      | km     | Cíl                                | Poznámka                                  |
| ---------- | ------ | ---------------------------------- | ----------------------------------------- |
|            | 31,541 |                                    | hranice okresů Pelhřimov / Havlíčkův Brod |
| Koberovice | 34,761 | III/12930 Vojslavice               |                                           |
|            | 35,520 | III/12934 Speřice                  |                                           |
|            | 36,030 | D1 · E50 · E65                     | výjezd (EXIT 81)                          |
|            | 36,189 | D1 · E50 · E65                     | nájezd od Koberovic (EXIT 81)             |
|            | 36,268 | D1 · E50 · E65                     | nájezd od Senožat (EXIT 81)               |
|            | 36,979 | III/12929 Lísky                    |                                           |
|            | 37,825 | III/12928 Lhotice III/12936 Lhotka |                                           |
|            | 40,291 | III/12939 Otavožaty                |                                           |
| Senožaty   | 42,242 | III/13035 Hroznětice               |                                           |
| Senožaty   | 42,501 | III/13029 Syrov                    |                                           |
| Senožaty   | 42,862 | III/13031 Tukleky                  |                                           |
|            | 43,419 | III/13032 Číhovice                 |                                           |
| Křelovice  | 46,954 | Želiv                              | zaústění                                  |

## Vodstvo na trase
Mezi Křelovicemi a Nečicemi vede přes Nečický potok, mezi odbočkou silnice na Otavožaty a Miletínem přes Želivku, mezi Miletínem a odbočkou silnice na Lísky přes Speřický potok. Před přejezdem nad dálnicí D1 vede přes Holušický potok a mezi odbočkou silnice na Kouty a odbočkou silnice na Kožlí přes Hradišťský potok.
Nedaleko Kamenné Lhoty, u odbočky na Kouty, míjí rybník Pinkas a část cesty vede v blízkosti vodní nádrže Želivka.